# Cyphostemma labatii
Cyphostemma labatii är en vinväxtart som beskrevs av Desc.. Cyphostemma labatii ingår i släktet Cyphostemma och familjen vinväxter. Inga underarter finns listade i Catalogue of Life.